# Keldyshite
La keldyshite è un minerale raro scoperto nel 1962 nei monti dei Coriacchi della Siberia orientale, in Russia. Prende il nome dal noto scienziato russo Mstislav Keldyš padre del primo programma spaziale sovietico.

## Caratteristiche
La keldyshite è un silicato con la formula chimica Na₂ZrSi₂O₇. Si cristallizza nel sistema triclino. La sua durezza sulla scala di Mohs è compresa tra 3,5 e 4,5. 
Secondo la classificazione Nickel-Strunz, la keldyshite appartiene a 09.BC: Strutture di sorosilicato (dimeri), gruppi Si₂O₇, senza anioni non tetraedrici; cationi in coordinazione ottaedrica  e maggiore coordinazione insieme a diversi minerali. 

## Formazione e depositi
È stato scoperto un giacimento nel Lovozerskij rajon, nella penisola di Kola, nell'Oblast di Murmansk, in Russia. Il minerale è stato ritrovato anche in altre località vicine all'interno dello stesso territorio russo, così come in Norvegia.